# Mangrovie dell'Amapá
Le mangrovie dell'Amapá sono una ecoregione che si sviluppa lungo la costa settentrionale del Brasile (codice ecoregione: NT1402).
Assieme alle mangrovie del Maranhão, alle mangrovie del Pará e alle mangrovie della Guyana, fanno parte dell'ecoregione globale Mangrovie della Guyana e dell'Amazzonia, inclusa nella lista Global 200, considerata prioritaria per la conservazione.

## Territorio
Le mangrovie dell'Amapá ricoprono una superficie di 1.554 km².
Si sviluppano frammentariamente lungo il tratto di costa atlantica brasiliana che va dalla foce del Rio Cassiporé sino a quella del Rio delle Amazzoni.

## Flora

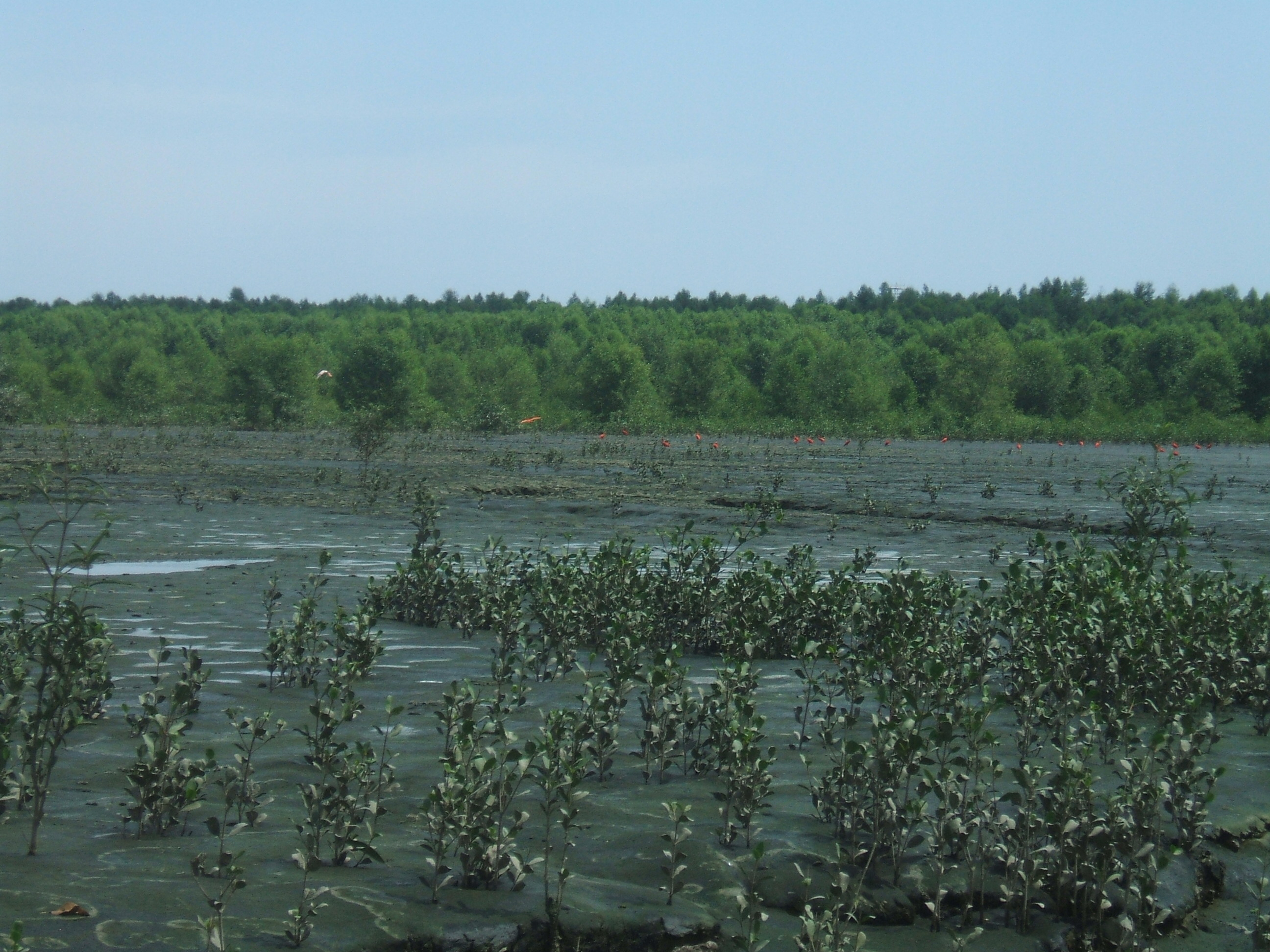
Mangrovieto in formazione

Le specie maggiormente rappresentate nei mangrovieti di questa ecoregione sono Rhizophora mangle, che forma dense formazioni con esemplari che raggiungono i 25 m di altezza, Avicennia germinans e Avicennia schaueriana. Altre specie presenti sono Rhizophora racemosa, Rhizophora × harrisonii, Laguncularia racemosa e Conocarpus erectus.

## Fauna
L'ecoregione ospita una ricca avifauna che include, tra gli altri, l'amazzone aliarancio (Amazona amazonica), la poiana dei granchi (Buteogallus aequinoctialis), l'airone cocoi (Ardea cocoi), l'airone striato (Butorides striata), l'airone azzurro minore (Egretta caerulea), l'airone bianco maggiore (Ardea alba), il gambecchio semipalmato (Calidris pusilla), il martin pescatore verde (Chloroceryle americana), il conibecco bicolore (Conirostrum bicolor), l'ani maggiore (Crotophaga major), la jacana dai barbigli (Jacana jacana), nonché specie rare e minacciate come l'ibis scarlatto (Eudocimus ruber).
Tra i mammiferi presenti ci sono diverse specie di primati, tra cui il chiropote satanasso (Chiropotes satanas), il cebo dai cornetti (Sapajus apella) e le scimmie urlatrici (Alouatta spp.); altre specie presenti sono il maikong (Cerdocyon thous), il tayra (Eira barbara), lo jaguarundi (Puma yaguarondi), l'ocelot (Leopardus pardalis), il margay (Leopardus wiedii), il giaguaro (Panthera onca), il puma (Puma concolor), la lontra di fiume neotropicale (Lontra longicaudis), il coati rosso (Nasua nasua), il procione cancrivoro (Procyon cancrivorus), il capibara (Hydrochoerus hydrochaeris), e il tapiro (Tapirus terrestris); meritano inoltre una menzione il lamantino (Trichechus manatus) e la sotalia (Sotalia fluviatilis).

## Conservazione
Le mangrovie di questa ecoregione sono tra le meglio conservate dell'intero continente americano.
Il World Wildlife Fund classifica la regione come "Relativamente stabile/intatta".
Parte del suo territorio è protetto all'interno del Parco nazionale di Capo Orange.